# آزمون دیکس–هالپیک
آزمون دیکس-هالپیک (Dix-Hallpike test) یا آزمون هالپایک آزمایشی است که در کنار معاینه فیزیکی و شرح حال بالینی جهت تشخیص بیماری سرگیجه وضعیتی خوش خیم استفاده میشود.
این آزمون در مقاله‌ای که توسط مارگارت دیکس و چارلز اسکینر هالپایک در ژوئن ۱۹۵۲ منتشر شد، به طب بالینی معرفی گردید.